# Gero Jenner
Gero Jenner (* 1942 in Hamburg) ist ein deutsch-österreichischer Autor und Publizist.

## Rezeption
- Deutschlandfunk Kultur schreibt zum Buch Energiewende – So sichern wir Deutschlands Zukunft: „Zurückbleibt  also nach der Lektüre das unangenehme Gefühl, zwar wichtige Wahrheiten erfahren zu haben, die man bis auf einzelne Wertungen weitgehend unterschreiben kann, aber keine realistischen Lösungsvorschläge. Das Buch ist ein Appell an die politische Vernunft. Die aber reagiert die Welt nicht.“[1]

## Schriften

### Politik und Sozialökonomie
- 1997: Japan – eine untergehende Sonne?, Peter Lang, ISBN 978-3-631-31748-8
- 1997: Die arbeitslose Gesellschaft, S. Fischer, ISBN 978-3-596-13896-8
- 1999: Das Ende des Kapitalismus – Triumph oder Kollaps eines Wirtschaftssystems?, Fischer-Taschenbuch-Verlag, ISBN 978-3-596-14448-8
  - 2004: (Chinesische Version:) 資本主義的未来, Social Sciences Dokumentation Publishing House, ISBN 978-7-5426-7072-4
- 2006: Energiewende – So sichern wir Deutschlands Zukunft, Propyläen, ISBN 978-3-549-07297-4
- 2008: Das Pyramidenspiel. Signum, Wien, ISBN 978-3-85436-394-1
- 2010: Wohlstand und Armut – eine allgemeine Theorie über Eigentum, Geld, Güter und Staat, Metropolis, Marburg, ISBN 978-3-89518-835-0
- 2012: Von der Krise ins Chaos. Signum, Wien, ISBN 978-3-85436-429-0
- 2012: EuroKalypse Now? Es gibt einen Weg aus der Krise!. Metropolis, Marburg, ISBN 978-3-89518-937-1
- 2015: Das Ökonomische Manifest – fünf Fundamentalreformen, um den Niedergang von Wirtschaft und Demokratie aufzuhalten. Monsenstein und Vannerdat, ISBN 978-3-95645-559-9 (Epub)

### Sprache und Linguistik
- 1968: Die poetischen Figuren der Inder von Bhamaha bis Mammata. Schriftenreihe des Europa-Kollegs Hamburg, Ludwig Appel (Promotionsschrift)[2]
- 1974: The Place of Japanese in General Linguistics. erschienen in den Berichten der Toyogakkai
- 1981: Grammatica Nova. Peter Lang, Frankfurt am Main, Bern; ISBN 978-3-8204-7073-4
- 1991: Prolegomena zur Generellen Grammatik. Peter Lang, Frankfurt am Main, Bern; ISBN 978-3-631-43435-2
- 1993: Principles of Language. Peter Lang, Frankfurt am Main, Berlin Bern; ISBN 978-3-631-46740-4

### Philosophie
- 1985: Wider den Stachel – Gespräche zur Zeit- und Kulturkritik. Peter Lang, 1985, C.H. Beck im Internet, ISBN 978-3-261-03444-1
- 2002: Das Gottesproblem. Peter Lang, ISBN 978-3-631-50338-6
- 2013: Die Macht der Träume und die Ohnmacht der Vernunft – eine Philosophie der Freiheit. Metropolis, Marburg, ISBN 978-3-7316-1039-7